# Jean Floud
Jean Esther Floud, née McDonald le 3 novembre 1915 à Westcliff-on-Sea et morte le 28 mars 2013 à Oxford, est une sociologue de l'éducation et universitaire britannique. Elle est principale du Newnham College de Cambridge de 1972 à 1983. 

## Biographie
Jean Esther McDonald naît dans une famille de la classe ouvrière, à Westcliff-on-Sea, Essex. Son père est cordonnier et vendeur de chaussures, et sa mère est vendeuse. Elle commence ses études dans sa ville natale, puis sa famille s'installe en 1927 à Stoke Newington, au nord de Londres, et elle est élève boursière à la North Hackney Central School for Girls. 
Elle étudie la sociologie à la London School of Economics (LSE) auprès de David Glass, Thomas Humphrey Marshall, Morris Ginsberg et Karl Mannheim. Elle obtient son diplôme et est lauréate du Hobhouse Memorial Prize, décerné pour son mémoire de maîtrise, en 1936. À la LSE, elle fait la connaissance de Peter Floud qu'elle épouse en 1938. Le couple s'inscrit au parti communiste. Ils ont trois enfants.  
Jean Floud est directrice adjointe de l'éducation à Oxford (1940-1946), puis elle est assistante à la LSE (1947-1953) et maître de conférences à l'Institut d'éducation de l'université de Londres (1953-1962). Elle contribue à établir la sociologie de l'éducation comme un champ disciplinaire. Elle est co-auteure, avec A.H. Halsey et F.M. Martin, de Social Class and Educational Opportunity (1956). Cette étude, qui porte sur le 11+, examen d'entrée au lycée des élèves de 11 ans, dans des écoles de garçons de deux localités très contrastées sur le plan du milieu socioprofessionnel des familles, met en évidence les « relations subtiles et complexes » entre les réalisations de l'école et les facteurs liés au milieu socio-familial, et donc les « limites de la mobilité sociale ». L'étude relève que l'examen défavorise les enfants de la classe ouvrière et que le système de la Grammar School entraîne de grandes inégalités de chance. Les conclusions des auteurs ont nourri le débat sur la valeur et l'équité de l'examen 11+. 
Son mari meurt en 1962, et elle prend un poste de fellow, c'est-à-dire d'enseignante-chercheuse, au Nuffield College d'Oxford (1962-1972). Elle est membre du comité qui établit le rapport Franks (1957). Ce rapport propose des réformes pour assurer une administration plus efficace de l'université d'Oxford. Elle est nommée en 1972 principale du Newnham College à Cambridge, fonction qu'elle occupe jusqu'en 1983. Elle prend sa retraite à Oxford, où elle meurt le 28 mars 2013, à 97 ans.

## Distinctions
Floud est nommée commandeur de l'ordre de l'Empire britannique (CBE) lors des honneurs du Nouvel An 1976. Elle a refusé l'offre d'une pairie à vie du gouvernement travailliste de James Callaghan. 
Elle est nommée fellow d'honneur du Newnham College et de Nuffield College en 1983, et du Darwin College de Cambridge en 1986, et reçoit des doctorats honoris causa de l'université de Leeds (1973), City University (1978) et de l'université de Londres (2003).

## Publications
- Social Class and Educational Opportunity, avec Arthur H. Halsey et F.M. Martin, 1956.
- (coll.) École et Société, Librairie Marcel Rivière et Cie, 1958[5].
- (co-dir.) Education, Economy, and Society: A Reader in the Sociology of Education, avec Arthur H. Halsey et C. Arnold Anderson, 1961[4].
- The Sociology of Education: A Trend Report and Bibliography, 1965.
- Dangerousness and Criminal Justice, avec Warren A. Young, Heinemann, 1981.